# 중앙 조약 기구

중앙 조약 기구의 기

중앙 조약 기구의 회원국

중앙 조약 기구(中央條約機構, Central Treaty Organization; 약자: CENTO(센토)) 또는 중동 조약 기구(中東條約機構, Middle East Treaty Organization, METO(메토)), 바그다드 조약 기구(Baghdad Pact)는 1955년 11월 이라크 왕국의 바그다드에서 체결된 중동 지역의 국제 기구이다.
초기 1955년 2월 이라크와 튀르키예 간의 상호 방위 조약에 영국·파키스탄·이란이 참가하여 중동 조약으로 확대·개편되었고, 이에 의해 동년 11월 중동 조약 기구 또는 바그다드 조약 기구란 이름으로 CENTO의 전신이 설립되었다. METO는 여러 가지 면에서 북대서양 조약 기구(NATO)·동남아시아 조약 기구(SEATO) 등 기존의 서방 측 지역적 집단안전보장 기구와는 다른 특이점을 지니고 있었다. 즉, 미국은 참관인 자격으로 참가하고 있었으나 METO 설립의 사실상의 주체이며, 그 위상에 있어서 정회원국의 지위를 점하고 있었음은 물론 실제적인 주도국이었다는 점, METO는 표면상 유엔 헌장상의 지역적 집단안전보장 규정을 근거로 하였으나, 실제로는 중동 지역에 대한 소련의 세력 확장을 저지하려는 미국의 의사에 의해 성립되었다는 점, 따라서 METO는 NATO·SEATO에 비해서 군사공동체 성격은 완화된 반면에 경제·정치분야의 협력이 강화되어 있다는 점, 회원국 중 영국과 파키스탄이 SEATO 회원국이고, 영국과 튀르키예는 NATO의 회원국이라는 점 등이 그것으로, 동시에 본질을 규명할 수 있는 요소이기도 하다.
METO는 본부를 이라크의 수도 바그다드에 두고 있었는데, 1958년 7월 이라크에서는 아브드 알카림 카심에 의한 군부 쿠데타(7·14 혁명)가 발생해 파이살 2세가 살해되고 왕정을 폐지하고 공화정이 수립되어 METO 탈퇴를 선언함으로써 일시 와해 위기를 맞았다. 이에 미국이 개입해 조정에 나서 1959년 3월 파키스탄·튀르키예·이란 3국과 상호원조협정을 체결하고 METO를 CENTO로 개칭해 본부를 앙카라로 옮겨 재출범했다.
CENTO는 최고기관인 이사회(장관급) 아래 보좌 기관으로 대사급 상설 위원회와 정치·군사·파괴활동방지 등 4개 분과위원회를 설치하고 있었다. 그러나 범아랍민족주의 부활과 비동맹 세력의 확대로 점차 그 기능이 정체되기 시작했고 1979년 3월 이란 왕국이 이란 혁명으로 팔레비 왕조가 무너지고, 파키스탄이 점증하는 소련의 세력 확장을 의식하여 각각 비동맹 운동을 위해 탈퇴함으로써 붕괴 직전에 이르렀다. 결국 튀르키예가 기구의 해체를 요구해 1979년 9월 27일 정식 해체되었다.

## 같이 보기
- 동남아시아 조약 기구